# Ozawa Ichirō

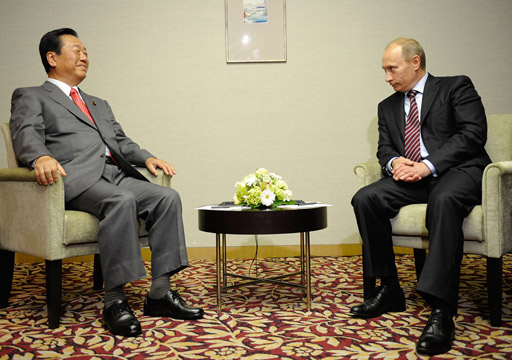
Vladimir Putin (2009)

Ozawa Ichirō (小沢 一郎, おざわ いちろう) là một trong những nhà lãnh đạo chính trị nổi bật nhất ở Nhật Bản hiện nay. Hiện ông là thủ lĩnh Đảng Đời sống Nhân dân Trên hết (国民の生活が第一 Kokumin no Seikatsu ga Daiichi).
Ozawa sinh ngày 24 tháng 5 năm 1942. Cha là Ozawa Saeki từng là đại biểu quốc hội Nhật Bản tại Hạ viện. Ông học đại học ở Đại học Keio và sau đại học tại Đại học Nhật Bản, ngành luật.
Năm 1969, Ozawa Ichiro lần đầu tiên trúng cử vào quốc hội với tư cách là đảng viên của Đảng Dân chủ Tự do. Lúc đó, Ozawa theo phái của Tanaka Kakuei.
Năm 1985, ông trở thành Bộ trưởng Bộ Tổng hợp trong nội các của Nakasone Yasuhiro. Nhờ năng lực làm việc, Nakasone đã ủng hộ Ozawa trở thành Tổng Thư ký của Đảng Dân chủ Tự do vào năm 1989.
Sự thăng tiến nhanh của Ozawa trong Đảng Dân chủ Tự do đã khiến ông bị đố kỵ, nhưng cũng đồng thời làm cho ông nhận được nhiều sự ủng hộ. Miyazawa Kiichi từng đánh giá Ozawa là một vị Tổng Thư ký lỗi lạc. Tuy nhiên những đấu đá chính trị trong nội bộ Đảng Dân chủ Tự do đã khiến Ozawa quyết định ly khai đảng này và thành lập Đảng Tân Sinh - sự kiện làm chấn động Đảng Dân chủ Tự do.
Ozawa đã rất thành công trong việc lôi kéo các đảng viên của Đảng Dân chủ Tự do chuyển sang Đảng Shinsei, khiến cho Đảng Dân chủ Tự do không còn chiếm được đa số ghế trong Quốc hội. Một liên minh các đảng lên cầm quyền và Ozawa là người dàn xếp quyền lực ở hậu trường.
Năm 1995, Ozawa trở thành lãnh tụ Đảng Shinsen, nhưng đảng này liền sau đó bị suy yếu do chia rẽ nội bộ. Năm 1998, Ozawa tuyên bố giải tán đảng và dẫn những người theo mình thành lập Đảng Tự do. Đảng Tự do và Đảng Dân chủ Tự do liên minh với nhau. Và Ozawa có ý định nhập Đảng Tự do vào Đảng Dân chủ Tự do. Sự trở lại của Ozawa bị phái Koizumi Junichiro phản đối.
Năm 2003, Đảng Tự do được nhập vào Đảng Dân chủ. Tháng 4 năm 2006, Ozawa trở thành chủ tịch của Đảng Dân chủ. Lập tức, ông đã dẫn Đảng Dân chủ tới thắng lợi lớn nhất của Đảng này trong tranh cử quốc hội từ trước đến thời điểm đó. Ông giữ cương vị này cho đến tận tháng 5 năm 2009 thì từ chức do scandal về huy động tài trợ. Mặc dù vậy, ông giữ cương vị là nhà chiến lược cho cuộc tranh cử của Đảng Dân chủ trong cuộc bầu hạ viện tháng 8 năm 2009 và đã dẫn đảng này tới thắng lợi áp đảo, chấm dứt sự cầm quyền kéo dài hàng chục năm của Đảng Dân chủ Tự do.
Tuy nhiên, sau thắng lợi trên, Ozawa trở nên bất đồng với các lãnh tụ khác của Đảng như Kan Naoto và sau đó là Noda Yoshihiko, nên ông cùng một số đồng chí trong Đảng đã ly khai và thành lập đảng mới - Đảng Đời sống Nhân dân Trên hết. Hiện tại, ông là thủ lĩnh đảng này.